# Velké Přílepy
Velké Přílepy település Csehországban, Nyugat-prágai járásban. Velké Přílepy Svrkyně, Úholičky, Lichoceves, Statenice, Tursko és Únětice településekkel határos. Lakosainak száma 3603 fő (2024. január 1.).

## Népesség
A település lakosságának változását az alábbi diagram mutatja:
| Lakosok száma | 564  | 710  | 692  | 659  | 810  | 2858 | 3358 | 3448 | 3821 | 3603 |
|               | 1869 | 1900 | 1921 | 1961 | 1980 | 2011 | 2016 | 2019 | 2021 | 2024 |